# 森井姫明麗
森井 姫明麗（もりい きあら、2006年9月29日 - ）は、日本のプロスノーボード選手。ブックオフ所属。2023年ジュニア世界選手権銅メダリスト。

## 経歴
愛知県名古屋市出身。中京大学付属中京高等学校在学中。
2歳よりスノーボードに触れ、小学3年生から競技を始めると、小学6年生の時に全日本スノーボード選手権において最年少で2冠を達成し、プロ資格を取得。その後、突発性脊柱側彎症を患うも、手術せずに治療しながら競技を続けている。
2022年のジュニア世界選手権ではビッグエアで7位。2023年のジュニア世界選手権ではビッグエアで銅メダルを獲得。
2024年江原道ユースオリンピックでは女子ビッグエアで4位。